# Chiesa di Santa Margherita Vergine e Martire (Villa Bartolomea)
La chiesa di Santa Margherita vergine e martire è la parrocchiale di Carpi d'Adige, frazione del Comune di Villa Bartolomea, in provincia e diocesi di Verona; fa parte del vicariato Legnago, precisamente dell'Unità Pastorale Legnago Sud.

## Storia
La chiesa, in contrada Piazza, sulla strada provinciale che collega Verona a Rovigo, non lontana dall'argine del fiume Adige, sorge dove si trovava il luogo di culto precedente, documentato dal XIV secolo, sede parrocchiale dal 1460 e abbattuto nel 1853 perché bisognoso di restauri e non adatto alle necessità della parrocchia. L’arrivo di braccianti dal Polesine e dal Padovano per lavorare per i grandi latifondisti aveva incrementato la popolazione presente in loco, in un'epoca dove vi erano nuove terre grazie alla chiusura del Canale Castagnaro e alla conseguente bonifica delle Valli Grandi Veronesi.
Il parroco dell'epoca, don Giovanni Giovanninetti fece iniziare nel 1863 i lavori per la nuova chiesa, riguardanti la preparazione e la cottura dei mattoni, sotto la direzione dell'architetto Benedetto Ferrari  dopo che aveva presentato il progetto alla comunità nel giugno 1852.

Il 12 aprile 1856 fu benedetta la prima pietra da don Tommaso Soave, vicario foraneo e parroco di Villa Bartolomea, ma i lavori non procedettero spediti a causa di più sospensioni dovute alla mancanza di fondi.

La struttura della chiesa fu terminata nel dicembre 1861; seguirono i lavori di completamento dell’interno.
Il luogo di culto fu consacrato il 20 agosto 1864 dal Vescovo di Verona Cardinale Luigi di Canossa.
Nell'aprile 1945, durante la ritirata della Wehrmacht, ormai alla fine della Seconda Guerra Mondiale, la facciata della chiesa rimase danneggiata da alcuni proiettili, ma fu prontamente restaurata.
Tra il 2014 e il 2016 la facciata, le due torrette laterali e la scalinata sono state restaurate con progetto dell’architetto Pierluigi Roman.
Più recente, tra il 2018 e il 2019, l'intervento riguardante il tetto, la sagrestia e la cappella feriale, curato dall'architetto Matteo Vairo.

## Descrizione

### Esterno
La facciata a capanna, rivolta ad est, presenta quattro paraste in stile pseudo-corinzio, poggiate su un alto zoccolo, che reggono la trabeazione su cui si trova il timpano, al cui vertice svetta una croce metallica.

Al centro della facciata vi è il portale d'ingresso con timpano curvilineo, mentre ai lati vi sono due nicchie con le statue dei Santi Pietro e Paolo, scolpite dal vicentino Pietro Belcaro.

In asse col portale, in alto, vi è un'epigrafe.

In posizione di poco arretrata rispetto alla facciata si trovano due torrette cilindriche con tamburo ottagonale coperto da una cuspide.

### Interno
La chiesa si presenta come un'unica aula rettangolare, coperta da una volta a padiglione con unghie laterali e con un pavimento in quadrotte alternate di marmi rosso Verona, biancone e nero.
A introdurre la luce naturale nella chiesa sono sei finestre a lunetta e due finestre rettangolari nell'abside, decorate con simboli eucaristici, volute dal parroco don Bruno Lucchini e poste in sede nel 1957.
L'interno, tipicamente neoclassico, ha pareti con lesene corinzie, su alto basamento rivestito in marmo rosso Verona, che sostengono la trabeazione con iscrizione che percorre l'intero perimetro interno della chiesa.

Sempre sulle pareti sono presenti delle nicchie con statue, opera del Belcaro, raffiguranti i Sette Sacramenti.
A sinistra dell'entrata si trova il Battistero, cappella ricavata nel 1964. In essa si trova il fonte battesimale, ricavato da un unico blocco di marmo rosso Verona, con inciso l’anno 1597. Sulla cima del coperchio ottagonale in rame vi è Giovanni Battista che battezza Gesù.
Sulle pareti si aprono le cappelle laterali, due per lato, i cui altari provengono dalla Chiesa dei Carmini.
 
Sul lato sinistro il primo altare è dedicato a San Giuseppe, con pala raffigurante la Morte di San Giuseppe, opera del pittore padovano Ferdinando Suman.

Segue, sullo stesso lato, l’unico altare barocco, in marmi policromi, con statue di arcangeli, dedicato alla Madonna della Cintura (o della Consolazione), la cui statua nella nicchia fu posta da don Giuseppe Cottarelli nel 1889. Da qui, la prima domenica di settembre, parte la sfilata in onore della Madonna.

Sul lato destro si trovano gli altari di Sant'Antonio, con i Santi Gaetano Thiene e Bovo, con pala raffigurante questi tre santi, opera sempre del Suman, e del Sacro Cuore di Gesù, prima del 1961 dedicato a Sant'Anna, secondo il cambio di dedicazione voluto da don Lucchini, con statua lignea di W. Perathoner.
Tra i due altari di sinistra è stato posto il busto marmoreo di don Giovanni Giovanninetti, il fondatore della chiesa, mentre i quadri della Via Crucis sono stati donati da un fedele nel 1874.
Il presbiterio, anticipato da una struttura a serliana, a base quadrata, rialzato di cinque gradini in pietra bianca e con balaustra, è coperto da una cupola, con pennacchi sferici in cui sono raffigurati, monocromi, i simboli dei Quattro Evangelisti, opera del pittore veronese Pietro Negrini. Il pavimento è costituito da lastre di marmi rosso Verona e nembro bianco-rosato.
Con l'adeguamento liturgico successivo al Concilio Vaticano II ha visto l'introduzione dell'altare mobile in legno verso il popolo, dell’ambone ligneo, sul lato sinistro, e la sede, ai piedi dell'altare maggiore preconciliare.

Quest'ultimo, risalente al XVIII secolo e proveniente dalla chiesa precedente, fu ampliato per adattarlo alla nuova chiesa con l’uso di marmi bianchi. Esso è completato dalle statue dei Quattro Evangelisti, tufacee, mentre una corona dorata scende dall’alto, appesa al soffitto.
L’abside, a sviluppo poligonale a cinque lati, è coperta da una volta a botte che si unisce al catino, che presenta tre vele

Al centro dell’abside vi è la pala con Santa Margherita al cospetto del Cristo, opera del già citato Suman eseguita tra il 1862 e il 1863.
Sul fianco destro del presbiterio si trovano la sacrestia e la cappella feriale.

## Campanile e campane

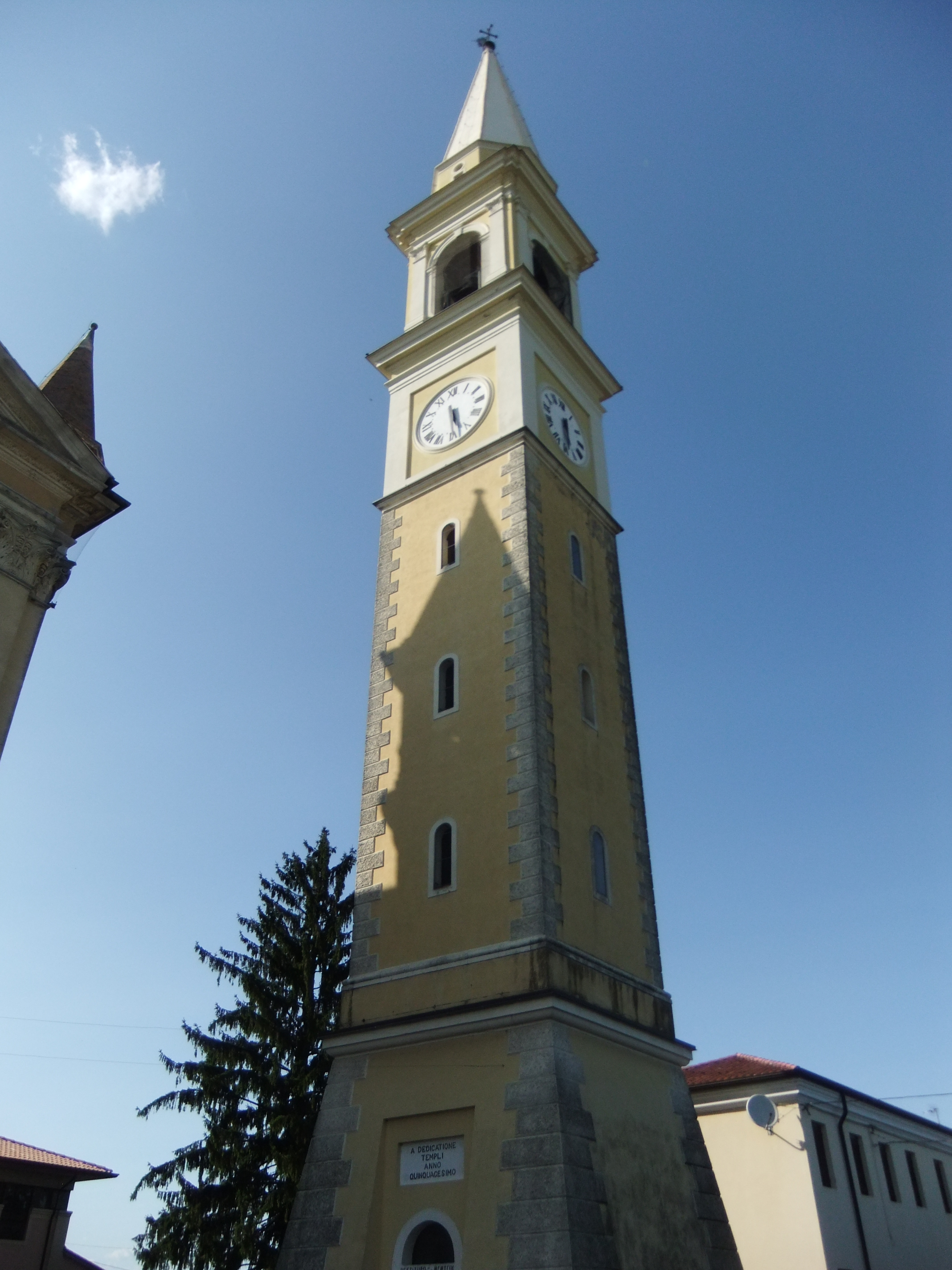
Il campanile.

Il nuovo campanile fu voluto dal parroco don Quirino Maestrello perché il precedente risultava pericolante.

La nuova torre fu progettata dal capomastro Graziadio di Cologna Veneta, il quale aveva ideato il campanile di Begosso, eretto nel 1912.

Per finanziare i lavori si costituì un apposito comitato parrocchiale, con le famiglie di Carpi che si impegnarono a versare una certa quantità di denaro per cinque anni, donare parte del guadagno dall’allevamento dei bachi da seta e dalla vendita delle trecce di paglia.
Nell’aprile 1913 fu posata la prima pietra e abbattuto il vecchio campanile, ma il mese successivo il parroco fu convocato d’urgenza dal Soprintendente ai beni architettonici di Verona e diffidato dal sindaco di Villa Bartolomea per aver abbattuto l’antica torre, che era stata dichiarata monumento nazionale.

Don Maestrello dimostrò la sua buona fede, cioè il fatto che aveva informato per tempo le autorità della pericolosità del campanile, visto il crollo del cornicione, però fu condannato.
La nuova torre campanaria fu inaugurata la prima domenica di settembre del 1914, festa della Madonna della Cintura.
Oggi il campanile, alto cinquantasei metri, posizionato a destra rispetto alla chiesa, più avanzato rispetto alla facciata, si presenta con una base quadrangolare e un fusto slanciato.
La cella campanaria presenta una monofora per lato a tutto sesto, mentre sul tamburo ottagonale è impostata la cuspide al cui vertice vi è una Croce metallica con banderuola segnavento a forma di angelo con tromba.
Il concerto campanario presente oggi sulla torre è composto da 6 campane in REb3, montate veronese e suonabili elettricamente.

Questi i dati del concerto:
1 – REb3 – diametro 1272 mm - peso 1020 kg - fusa nel 2012 da De Poli di Revine Lago (TV).
2 – MIb3 – diametro 1108 mm - peso 722 kg - fusa nel 1914 da Cavadini di Verona.
3 – FA3 – diametro 989 mm – peso 507 kg - fusa nel 1914 da Cavadini di Verona.
4 – SOLb3 – diametro 927 mm – peso 407 kg - fusa nel 1914 da Cavadini di Verona.
5 – LAb3 – diametro 822 mm – peso 299 kg – fusa nel 1914 da Cavadini di Verona.
6 – SIb3 – diametro 736 mm – peso 214 kg – fusa nel 1914 da Cavadini di Verona.
Il suonatore di campane Pietro Sancassani riporta che in precedenza erano presenti cinque piccole campane.
Dal Diario veronese del suonatore di campane Luigi Gardoni, invece, si legge in data 23 agosto 1838 che furono fuse due campane per Carpi accordate con le altre dalla fonderia Partilora.